# عبد اللطيف ثنيان
عبد اللطيف ثنيان كاتب، وصحفي وأديب عراقي، وُلدَ في بغداد في 17 ذو القعدة 1283هـ/ 22 آذار 1867م، وأصله من الكويت، ينتمي إلى أسرة آل ثنيان وهي أسرة عربية من نجد نزح جدها الأعلى قبل نحو مائتي عام إلى البصرة للتجارة، ثم توزع أحفاده في نجد والكويت، وبغداد والبصرة. 

## نسبه وأسرته
عبد اللطيف جلبي بن إسماعيل جلبي بن إبراهيم بن سلمان بن عثمان بن عبد الله بن مراد بن مبارك بن عبد الله بن ثنيان. وأسرة آل ثنيان معروفة في بغداد بأتساع تجارتها وكثرة أملاكها وعقاراتها وبما تجود به على فقراء الناس من زكاة وصدقة، وما كانوا يتعهدون به في ميادين البر من عطايا وهبات، ولهم مقام مرموق أشتهر منهم إسماعيل جلبي الذي هو والد عبد اللطيف وعماد أسرته وكان موصوفاً بالخصال الحسنة، ومنهم كذلك الحاج عبد الرحمن جلبي آل ثنيان الذي توفي في عام 1313 هـ/1896م.

## نشأته وتعليمه
نشأ عبد اللطيف يتيماً حيث توفي والده وهو صغير فكفله أخوه عبد الرحمن آل ثنيان، ونشأ محباً للعلم ودرس على علماء عصره ومنهم الشيخ محمود شكري الآلوسي، والشيخ علي علاء الدين الآلوسي، وكذلك الشيخ العلامة نعمان الآلوسي، وأنصرف إلى التجارة بعد أكمال دراسته مع ميله إلى تعلم علوم الأدب.

## حياته
بدأ يحرر المقالات السياسية والاجتماعية عام 1890م، وفي عام 1902م أنشأ مكتبة في بغداد لبيع الكتب وكان يجلب الكتب والمطبوعات من إستانبول ومصر والشام، وساهم في التعليم والصحافة، وأصدر في بغداد جريدة الرقيب عام 1909م.
وسافر في عام 1911م إلى الهند ثم ذهب إلى مكة وأدى فريضة الحج وزار مصر والشام وتركيا ثم عاد إلى بغداد، وفي عام 1915م، أعتقله الأتراك ونفوه إلى الموصل بعد اصداره صحيفة عالية السياسية، وأعيد إلى بغداد عام 1916م، وفي عام 1918م نفاه الإنكليز إلى الفاو، حيث كان لا تفتر له عزيمة عن الكفاح والجهاد المتواصل في نشر كلمة الحق، ثم أعيد إلى بغداد، واستمر بنشر كتب العلم والمعرفة، وعين مديراً للأوقاف عام 1923م، حتى عام 1929م.
وانتخب نائباً في مجلس النواب عام 1934م، وفي عام 1937م عين محاضراً في دار العلوم العربية والدينية في الأعظمية.
كان الأستاذ عبد اللطيف رجلا فاضلاً جريئاً في قول كلمة الحق وشهماً ولهُ مواقف سياسية مشهودة، وكانت السلطة في الدولة العثمانية تراقبه، وكذلك الحكومة في عهد الاحتلال البريطاني للعراق لم ترتاح له وراقبت مجالسه، وكان له مجلس حافل في داره الواقعة في باب الأغا في شارع سوق الصفافير بغداد، يحضره الأدباء والسياسيون، وبالإضافة إلى ولعه بالأدب والتاريخ كان خطاطاً ولهُ الكثير من الآثار الخطية والمؤلفات المخطوطة القيمة. 

## مؤلفاته
- فهرس كتاب الحيوان للدميري.
- فهرس كتاب الأغاني للأصفهاني.
- قاموس العوام في دار السلام (معجم).
- أمثال العوام في دار السلام.[2]

## وفاته
توفي في بغداد يوم 27 ربيع الثاني 1363 هـ/ 21 نيسان 1944م، ودفن في مقبرة الخيزران في الأعظمية.